# Высшая аттестационная комиссия (Россия)
Высшая аттестационная комиссия — центральный орган в области присуждения учёных степеней и присвоения учёных званий в Российской Федерации и обеспечения единой государственной политики в области государственной аттестации научных и научно-педагогических кадров. Аналогичный высший аттестационный орган существовал в Советском Союзе (ВАК СССР) и существует ныне в ряде постсоветских стран.
В пределах своей компетенции контролирует работу советов по защите диссертаций, разрабатывает нормативную базу в области присвоения учёных степеней и званий, выдаёт дипломы кандидата и доктора наук, аттестаты доцента и профессора, а также осуществляет ряд других функций, например определяет перечень научных журналов и изданий для опубликования основных научных результатов кандидатских и докторских диссертаций. Помимо выполнения указанных функций в научно-образовательной сфере России, формирует диссертационные советы также для Республики Таджикистан.

## История ВАК России
ВАК РФ был создан в 1992 году, после распада СССР. С 1992 г. до 1996 г. именовался Высшим аттестационным комитетом РФ, с 1996 г. по 1998 г. — Государственным Высшим аттестационным комитетом. В 1998 г. был переименована в Высшую аттестационную комиссию и подчинена Министерству образования. После преобразования Министерства образования в Министерство образования и науки был подчинена Федеральной службе по надзору в сфере образования и науки (Рособрнадзору).
С 2011 года по 15 мая 2018 года ВАК был подчинён непосредственно Министерству образования и науки и носил название «Высшая аттестационная комиссия при Министерстве образования и науки Российской Федерации». Присуждение учёной степени или присвоение учёного звания оформлялось соответствующим приказом министра. После прекращения существования Министерства образования и науки с 15 мая 2018 года, с разделением его на два министерства, ВАК перешла под юрисдикцию созданного Министерства науки и высшего образования РФ, хотя не исключается, что её ведомственная принадлежность впоследствии будет пересмотрена.
Полное актуальное наименование ВАК: «Высшая аттестационная комиссия при Министерстве науки и высшего образования Российской Федерации», а сокращённое: «ВАК при Минобрнауки» (сокращение «Минобрнауки» в настоящее время официально относится к Министерству науки и высшего образования).

## Состав ВАК России
Высшая аттестационная комиссия РФ формируется из числа докторов наук, ведущих специалистов в области науки, техники, образования и культуры. Комиссия состоит из председателя, заместителей председателя, главного учёного секретаря и членов. Персональный состав ВАК утверждается Правительством Российской Федерации. В рамках ВАК действуют экспертные советы по научным дисциплинам.
Заседания ВАК проводятся не реже двух раз в год. Для оперативного решения текущих вопросов, возникающих в период между заседаниями Комиссии, из числа её членов формируется президиум Комиссии, заседания которого проводятся, как правило, еженедельно.

## Степени и звания
В настоящее время в РФ существуют степени кандидата наук и доктора наук, звания доцента и профессора.
В соответствии с Положением о порядке присуждения учёных степеней диплом кандидата наук выдаётся ВАК на основании решения диссертационного совета учреждения, в котором происходила защита, а диплом доктора наук выдаётся на основании решения диссертационного совета и положительного заключения экспертного совета ВАК соответствующего направления. С 2016 года идёт процесс наделения некоторых российских вузов и научных организаций правом присуждения степеней автономно от ВАК; с учётом последних законодательных изменений в середине осени 2022 года, таких организаций стало около ста.
В 2002—2013 гг. ВАК присваивала звания профессора по специальности и доцента по специальности (последнее — аналог существовавшего до 2002 г. звания старшего научного сотрудника). В 2011—2013 гг. присваивала также учёные звания профессора и доцента по кафедре, до этого присваивавшиеся Рособрнадзором. С 2014 года звания именуются просто «доцент» и «профессор», а присваиваются непосредственно Минобрнауки и только по научным специальностям (старые звания «по кафедре» к ним приравнены). Ныне ВАК не участвует в принятии решений относительно званий, хотя публикует извещения об их присвоении.

## Полномочия ВАК
Согласно «Положению о Высшей аттестационной комиссии», комиссия осуществляет следующие функции:
а) вырабатывает рекомендации для Минобрнауки в отношении:
- выдачи разрешений на создание диссертационных советов, включая определение научных специальностей, по которым конкретный совет вправе присуждать учёные степени;
- изменения состава диссоветов;
- прекращения и возобновления работы диссоветов;
- возможности присуждения соискателю учёной степени доктора наук за диссертацию, изначально объявленную кандидатской (в особых случаях, при возбуждении ходатайства);
- направления аттестационного дела на дополнительное заключение в другой совет;
- выдачи дипломов доктора и кандидата наук;
- отмены решения диссовета о присуждении учёной степени;
- признания учёных степеней и учёных званий, полученных за рубежом;
- апелляций, поданных на решения советов о присуждении учёных степеней;
- заявлений о лишении (восстановлении) учёных степеней;
- перечня кандидатских экзаменов для конкретных специальностей;
- требований к рецензируемым научным изданиям, в которых должны публиковаться включаемые в диссертацию результаты, и формирования списка таких изданий;

б) проводит анализ защищённых диссертаций;
в) проводит по поручению Минобрнауки России экспертизу и по её итогам представляет в Министерство рекомендации в отношении:
- проектов правовых актов, в том числе проектов международных договоров РФ;
- номенклатуры научных специальностей, по которым присуждаются учёные степени;
- установления соответствия специальностей направлениям подготовки кадров в аспирантуре (адъюнктуре);
- заявлений, жалоб и предложений, поступивших в Минобрнауки;

ВАК привлекает в установленном порядке квалифицированных специалистов для экспертизы аттестационных дел, апелляций, подаваемых на решения диссоветов, и заявлений о лишении (восстановлении) учёных степеней. Также комиссия вносит предложения в Минобрнауки о проведении мероприятий, связанных с государственной научной аттестацией.

## Правовые основы деятельности
- Постановление Правительства РФ от 26 марта 2016 г. № 237 «Об утверждении Положения о Высшей аттестационной комиссии при Министерстве науки и высшего образования Российской Федерации»
- Приказ Минобрнауки России от 27 апреля 2015 г. № 428 «Об утверждении Административного регламента по выдаче разрешений на создание советов по защите диссертаций»
- Приказ Министерства науки и высшего образования РФ от 24 февраля 2021 г. № 118 «Об утверждении номенклатуры научных специальностей, по которым присуждаются ученые степени, и внесении изменения в Положение о совете по защите диссертаций»
- Постановление Правительства РФ от 24 сентября 2013 г. № 842 «О порядке присуждения учёных степеней»

С 2024 года ведётся процесс передачи ВАК Российской академии наук.